# 脅迫
脅迫（きょうはく）とは目的の如何を問わず、相手を脅し威嚇する行為をいう。「強迫」とは同音異義語。

## 種類

### 自殺脅迫
本気で死ぬ気が無いのに、○○したら/しなかったら自殺すると脅迫する行為。恋人や配偶者、公務員に対して行われることが多い

## 刑法上の脅迫概念
刑法における脅迫とは「害悪の告知」をいう。脅迫罪（刑法222条）の成立が問題になる場合の他、強盗や強姦の手段として脅迫が行われた場合、強盗罪や強制性交等罪の成立が問題になる等、多くの犯罪類型において、行為態様の1つとして規定されている。それらの犯罪における「脅迫」の程度やその態様は、犯罪類型ごとに内容が異なる。
公務執行妨害罪における「脅迫」
公務員を畏怖させる程度の害悪の告知をすれば足りる。
脅迫罪・強要罪・恐喝罪における「脅迫」
一般人を畏怖させる程度の害悪を告知することをいう。また、その害悪の対象は、相手方又はその親族の生命・身体・自由・名誉・財産であることを要する。
強制わいせつ罪・強制性交等罪における「脅迫」
相手方の反抗を著しく困難ならしめる程度の害悪の告知をいう。
強盗罪における「脅迫」
相手方の反抗を抑圧する程度の害悪の告知をいう。